# Giuseppe Bruno (deportato)

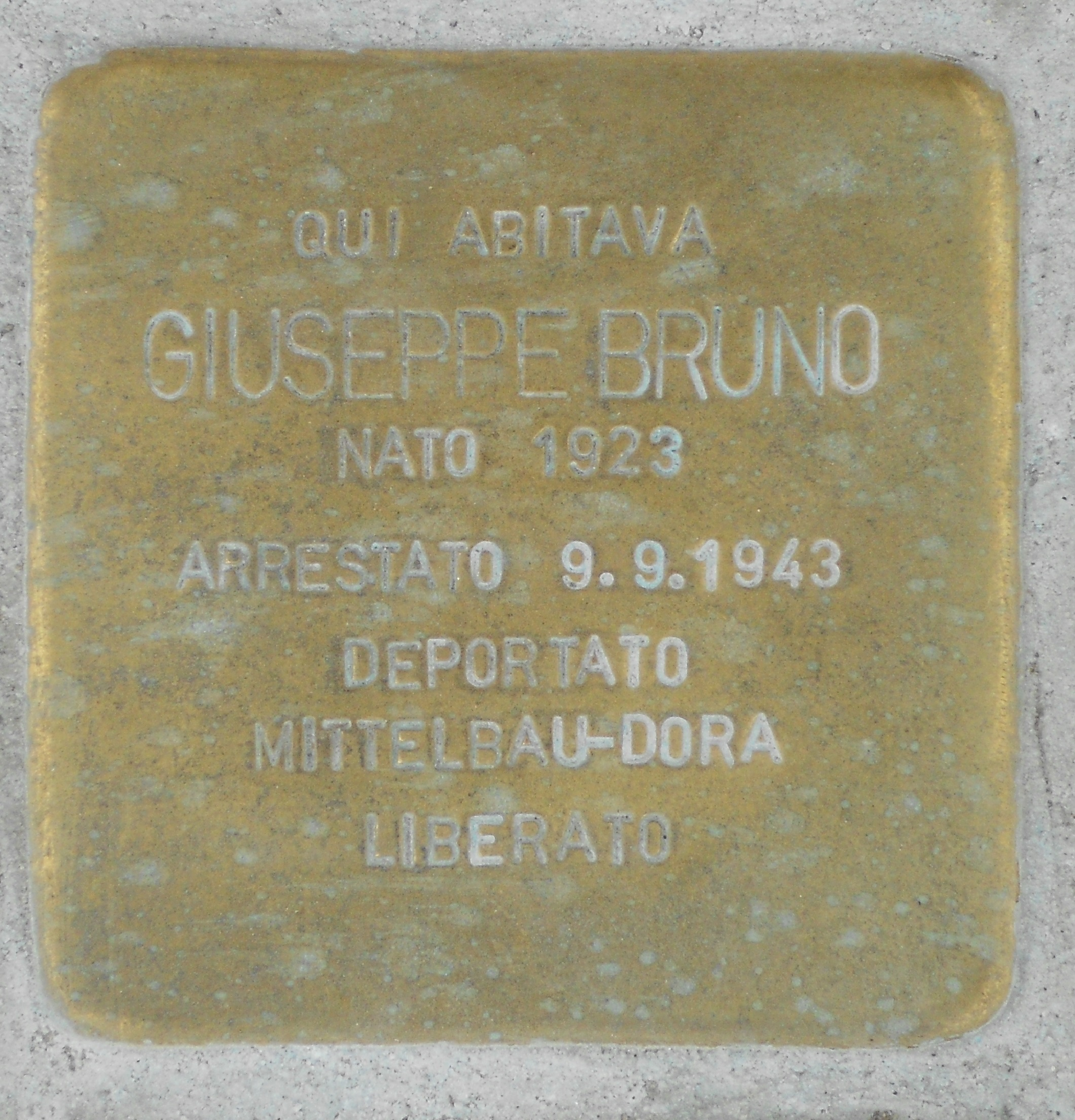
Pietra d'inciampo posata ad Avigliana nel 2017 per Giuseppe Bruno.

Giuseppe Bruno (Avigliana, 1º gennaio 1923 – Avigliana, 6 giugno 2006) è stato un operaio italiano, deportato in un lager nazista e sopravvissuto allo sterminio.

## Biografia
Giuseppe Bruno nacque da Gioacchino e Fiorina Magliana il I gennaio 1923 a Drubiaglio, frazione di Avigliana. Primo di tre fratelli, apparteneva a una famiglia di tradizioni contadine sebbene il padre lavorasse come operaio nel reparto laminatoi a caldo dello stabilimento Fiat di Ferriera. Pur impegnato nei lavori agricoli, concluse gli studi elementari e d'avviamento commerciale ad Avigliana, per poi trovare occupazione dapprima nel Dinamitificio Nobel e quindi nella stessa fabbrica in cui era impiegato il padre.
Nel settembre del 1942, quando secondo l'International tracing service l’Archivio sui crimini del Terzo Reich di Bad Arolsen, risiedeva in via don Marco Cravotto 16 ad Avigliana, Bruno venne arruolato come soldato di leva e destinato al battaglione Exilles del III reggimento alpini. Dopo alcuni mesi trascorsi a Pinerolo per addestramento, il 4 marzo 1943 fu inviato in Montenegro nell'ambito della campagna d'occupazione dei Balcani. Qui venne impegnato nei combattimenti contro i partigiani jugoslavi e nella repressione dei civili.
Alla caduta del fascismo, avvenuta il 25 luglio 1943, sperò di tornare in patria, ma le sue aspettative furono deluse dall'armistizio stipulato l'8 settembre dal regno d'Italia con gli anglo-americani: proprio nel mese di settembre, secondo la documentazione fornita dall'International tracing service, Bruno venne infatti catturato dai tedeschi mentre si trovava a Castelnuovo di Cattaro (oggi Erceg Novi, in Montenegro) e deportato su un carro bestiame con una quarantina di commilitoni. Secondo la biografia di Cristian Pecchenino conservata nella banca dati "Archivio della deportazione piemontese", Bruno giunse a Küstrin (oggi Kostrzyn nad Odra, in Polonia) nella prima metà di ottobre e – come afferma una nota riferita a una sua testimonianza presente nell'Archivio della deportazione piemontese - sarebbe stato brevemente internato nello Stalag III C del sobborgo di Alt-Drewitz. Stando alla stessa fonte, sarebbe quindi stato trasferito nello Stalag I A di Stablack (oggi Stablawcki, in Russia). A Stablack, Bruno rifiutò di aderire alla Repubblica sociale italiana fascista e chiese di poter essere utilizzato come lavoratore al militare francese referente dei prigionieri nel campo. Via Berlino e lo Stalag IX C di Bad Sulza, venne invece mandato nel KZ di Buchenwald, nella Germania centrale, dove fu immatricolato come prigioniero di guerra con il numero 0172.
Il 14 ottobre 1943 secondo Pecchenino o il I novembre secondo l'International tracing service, Bruno fu internato nel campo di concentramento di Dora-Mittelbau. Dapprima adibito alla mansione di muratore nelle gallerie sotterranee che ospitavano la produzione dei missili V 2, lavorò quindi allo scavo di un condotto fognario all'esterno del lager. Stremato dalla fatica, dalla denutrizione e dal gelo, a causa di un infortunio al piede rifiutò di lavorare e per questo motivo venne frustato dalle Ss. Ricoverato nell'infermeria del lager come conferma la documentazione dell'International tracing service, grazie alla protezione di un medico cecoslovacco di madre italiana riuscì a riprendersi soprattutto perché per circa un mese, nella fase più fredda dell'inverno, poté sottrarsi al lavoro quotidiano. Rimandato alle attività coatte all'inizio del 1944, dovette riparare strade, trasportare cibo per i civili che operavano nelle gallerie e spaccare legna per gli abitanti di un vicino villaggio. I compiti meno gravosi e l'alimentazione resa più abbondante da vari espedienti gli permisero comunque di ritrovare un minimo di energia fisica e morale.
L'avvicinarsi degli Alleati a Mittelbau-Dora provocò lo sgombero del campo alla fine di marzo del 1945: lo stesso International tracing service documenta che Bruno venne trasferito il giorno 25 nel sottocampo di Ilfeld. Egli racconta di essere però riuscito a fuggire con altri internati dal convoglio ferroviario scortato dalle Ss che lo trasportava, approfittando di un bombardamento aereo della linea operato dagli Alleati. Tornato libero, Bruno fu curato dai militari americani con cui collaborò all'assistenza medica dei deportati nel lager di Bergen-Belsen. A settembre, partì infine su un convoglio ferroviario diretto a Torino e poté riabbracciare la famiglia ad Avigliana.
Tornato a lavorare come operaio nel reparto laminatoi a freddo dello stabilimento Fiat di Ferriera, dopo qualche anno Bruno si sposò ed ebbe una figlia. Nel 1982 gli venne riconosciuto dalla Repubblica italiana il vitalizio come ex internato militare. Morì il 6 giugno 2006. Nel 2017 gli è stata dedicata una Pietra d'inciampo posata ad Avigliana, in via Moncenisio 53.